# SuperSport Park
Der SuperSport Park ist ein Cricket-Stadion in der südafrikanischen Stadt Centurion. Das Stadion dient als Heimstätte des  Titans. Als für die damalige Stadt Verwoerdburg nach der Apartheid ein neuer neutraler Name gesucht wurde, wurde der des Cricketstadions verwendet, das damals noch Centurion Park hieß.

## Kapazität und Infrastruktur
Das Stadion hat eine Sitzplatzkapazität von 22.000 Plätzen. Die beiden Ends heißen Pavilion End und Hennops River End.

## Nutzung
Internationales Cricket wird in dem Stadion seit 1992 gespielt, seit 1995 auch Test Cricket. Beim Cricket World Cup 2003 fanden hier fünf Partien statt. Auch bei der ICC Champions Trophy 2009 fanden hier mehrere Spiele statt, inklusive des Finales. Bei der ICC Champions Trophy 2009 wurden hier ebenfalls mehrere Partien ausgetragen, darunter das Finale.